# Sydöstra Skånes Räddningstjänstförbund
Sydöstra Skånes Räddningstjänstförbund, SÖRF bildades 2000 genom att räddningstjänsterna i Simrishamns, Skurups, Tomelilla och Ystads kommuner organiserades i ett gemensamt kommunalförbund. Den 1 januari 2006 anslöts även Sjöbo räddningstjänst till förbundet. Skurups kommun valde att träda ur och sedan den 1 januari 2013 består förbundet av Simrishamn, Sjöbo, Tomelilla och Ystads kommuner.
Verksamheten styrs av en från medlemskommunerna tillsatt direktion bestående av 11 ordinarie ledande politiker. Verksamheten regleras av en förbundsordning som styr verksamheten och den ekonomiska fördelningen mellan medlemskommunerna. Förbundsdirektionens verkställande tjänsteman är räddningschefen
Förbundet har det administrativa sätet i Ystad och operativa styrkor i alla fyra kommunerna. Syftet med förbundet är att bättre och effektivare kunna utnyttja tillgängliga resurser inom det gemensamma räddningstjänstområdet.
Verksamhetsområdet skall vara inriktat på att ge människors liv, hälsa och egendom samt miljön ett med hänsyn till de lokala förhållandena tillfredsställande och likvärdigt skydd mot olyckor.